# 南陽パーキングエリア
南陽パーキングエリア（なんようパーキングエリア）は、山形県南陽市にある東北中央自動車道のパーキングエリアである。

## 歴史
- 2018年（平成30年）3月23日：PA名称が「南陽PA」に正式決定[1]。
- 2019年（平成31年）4月13日：南陽高畠IC - 山形上山IC間開通に伴い、供用開始[2]。

## 施設

### 上り線（福島方面）
- 駐車場[2]
  - 小型車 15台
  - 大型車 5台
  - トレーラー 2台
- トイレ
  - 男性
    - 大3（和式1・洋式2）
    - 小4
    - 子供用大1（洋式1）
    - 男児用小1

  - 女性
    - 6（和式1・洋式5）
    - 子供用大1（洋式1）
    - 同伴の男児用小1

  - 多機能トイレ 1
- 自動販売機コーナー（24時間）
- スモーキングエリア
- 山形県レッドデータブックで絶滅危惧種II類のイヌハギ（ハギ属）を植栽

### 下り線（山形方面）
- 駐車場[2]
  - 小型車 15台
  - 大型車 5台
  - トレーラー 2台
- トイレ
  - 男性
    - 大3（和式1・洋式2）
    - 小4
    - 子供用大1（洋式1）
    - 男児用小1

  - 女性
    - 6（和式1・洋式5）
    - 子供用大1（洋式1）
    - 同伴の男児用小1

  - 多機能トイレ 1
- 自動販売機コーナー（24時間）

## 隣
E13 東北中央自動車道
(11) 南陽高畠IC - 南陽PA - (12) かみのやま温泉IC